# Coindar
Coindar — аналитический интернет-сервис, сочетающий в себе календарь событий и новостной агрегатор в сфере криптовалют. Сайт входит в Топ-100 по посещаемости среди российских финансовых интернет-ресурсов по версии SimilarWeb.

## История
Coindar был создан в 2017 году. Главным разработчиком и идеологом сервиса является Ян Хаванский. Учредителями проекта помимо Хаванского стали Лейсан Сайфуллина и Николай Аникин. В 2020 году к управляющей команде Coindar присоединился Максим Сухоносик, ставший главным операционным директором и соучредителем.
В мае 2019 года Coindar запустил смежный сервис мониторинга листингов Listedon.org.
В октябре 2020 года Coindar стал партнёром платформы раскрытия информации в криптоиндустрии Xangle.io.
В конце 2021 года Coindar заключил соглашение с Opera, а в январе 2022 года Coindar был интегрирован в Opera Crypto Browser (Crypto Corner) в раздел «Календари — События».
На июнь 2022 года Coindar является мировым лидером по количеству опубликованных событий с момента запуска (более 51900 новостей), у ближайшего конкурента CoinMarketCal — около 41000 событий.

## Функционал
Coindar представляет собой бесплатный аналитический сервис с рядом функциональных возможностей, представленный на двух языках (русском и английском), позволяющий следить за событиями, происходящими в отрасли децентрализованных финансов и блокчейна.
Coindar был создан как календарь событий блокчейн-проектов, с каждым обновлением наращивая функционал.
В рамках проекта запущены несколько сервисов:
- Календарь событий, транслирующий информацию из официальных источников о разных типах событий блокчейн-проектов, таких как обновления, тесты блокчейн-сетей, хард-форки, релизы, запуски сетей, объявления, технические отчёты, партнёрства, встречи сообщества и другие классификации событий. События добавляются как за счёт разработанных, авторских алгоритмов, так и самими представителями, прошедшими процедуру верификации менеджерами блокчейн-проектов.
- Сервис мониторинга листингов ListedOn, публикующий информацию о листингах монет блокчейн-проектов, после образования торговой пары на тех или иных биржах криптовалют.
- Сервис агрегирования рыночной капитализации криптовалют, представляющий данные в реальном времени для тысяч цифровых валют.
- Сервис «Coindar Synergies» для проведения онлайн-мероприятий в рамках сообществ блокчейн-проектов, таких как вопрос-ответ (АМА или Q&A), квизы на знание технологий, конкурсы прогнозов, хакатоны и другие типы событий.
- Сервис инфографики в одноимённой учётной записи Coindar в Твиттере, информирующий о событиях и изменениях определённых категорий данных блокчейн-проектов.